# Universidad de Iona

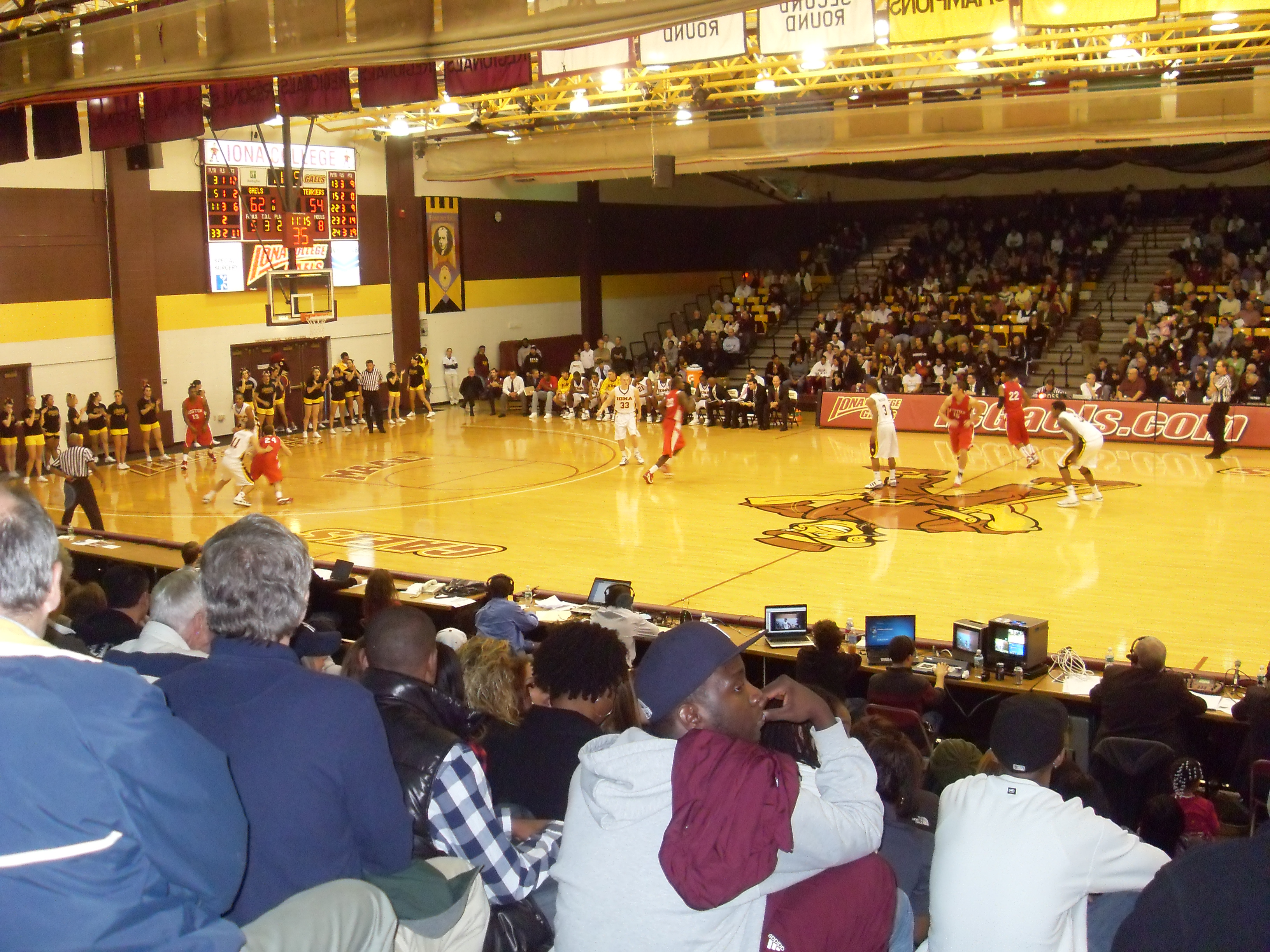
Partido de baloncesto en el pabellón de deportes Hynes Athletic Center.

Universidad de Iona (inglés: Iona University), históricamente Iona College, es una universidad privada, católica, de los Hermanos Cristianos, ubicada en New Rochelle, Estado de Nueva York (Estados Unidos de América).

## Historia
La universidad fue fundada en 1940 por los Hermanos Cristianos, que le pusieron el nombre de la Abadía de Iona, en Escocia. 
La universidad cambió su nombre de Iona College a Iona University el 12 de julio de 2022.

## Campus
El campus ocupa 45 acres en New Rochelle. 

## Deportes
La Universidad de Iona compite en División I de la NCAA, en la Metro Atlantic Athletic Conference.